# جایزه نائوکی
جایزه نائوکی (به ژاپنی: 直木三十五賞)، جایزه نائوکی سانجوگو، یک جایزه ادبی در ادبیات ژاپن است که هر شش ماه اهدا می‌شود. نام رسمی آن جایزه نائوکی سانجوگو است. این جایزه در سال ۱۹۳۵ توسط کیکوچی کان ایجاد شد.